# The Wolf Man
Wolf Man (br O Lobisomem; pt O Homem Lobo) é um filme estadunidense de 1941 do gênero horror, escrito por Curt Siodmak e produzido e dirigido por George Waggner. O filme se baseia na lenda do Lobisomem, apesar de não usar o nome da criatura em inglês (werewolf) no título. Foi a segunda produção da Universal Pictures tendo o Lobisomem como tema, pois seis anos antes fora lançado o filme Werewolf of London.

## Elenco principal
- Claude Rains…Sir John Talbot
- Lon Chaney Jr.…Lawrence Talbot/O Lobisomem
- Warren William…Dr. Lloyd
- Ralph Bellamy…Coronel Montford
- Patric Knowles…Frank Andrews
- Béla Lugosi…Bela
- Maria Ouspenskaya…Maleva
- Evelyn Ankers…Gwen Conliffe
- J.M. Kerrigan…Charles Conliffe
- Fay Helm…Jenny
- Forrester Harvey…Twiddle

## Sinopse
Lawrence Stewart "Larry" Talbot volta para seu lar ancestral em Llanwelly, Wales, depois de passar dezoito anos nos Estados Unidos. Seu irmão mais velho morrera então ele resolveu se reconciliar com seu pai, Sir John Talbot, e ajudá-lo a cuidar da propriedade. Pouco depois da sua chegada ele se interessa por uma garota local chamada Gwen Conliffe, balconista de um antiquário. Como pretexto para falar com ela, Larry compra uma bengala decorada com um ornamento de prata, com desenhos de um lobo e de um pentagrama. Gwen lhe conta que este é o símbolo do lobisomem, um "homem que se transforma em lobo em certas épocas do ano".
Naquela noite, Larry sai com Gwen e a amiga dela, Jenny, e vão para um acampamento de ciganos. Jenny pede ao cigano Béla que lhe leia a mão. O cigano tem uma visão de um pentagrama na mão da garota e imediatamente pede que ela saia do acampamento.
Enquanto esperavam por Jenny, Larry e Gwen conversam próximo à tenda. Eles ouvem um grito de Jenny e Larry corre até ela na mata e a vê sendo atacada por um lobo. Ele mata o animal com golpes de sua bengala, e acaba sendo mordido. Mais tarde a mãe de Béla, a idosa cigana Maleva, conta à Larry que seu filho era um lobisomem, e que ele está condenado a se transformar no monstro devido a mordida que sofreu.

## Sequências
- Frankenstein Meets the Wolf Man (1943)
- House of Frankenstein (1944)
- House of Dracula (1945)
- Abbott and Costello Meet Frankenstein (1948)

### Remake
Em 2010 foi lançado um remake do filme original, estrelado por Benicio del Toro.